# Orlando (Händel)
Orlando (HWV 31) és una òpera seriosa en tres actes amb música de Georg Friedrich Händel i llibret en italià anònim basat en el llibret de L'Orlando, overo La gelosa pazzia, que va escriure Carlo Sigismondo Capece i al qual va posar música Domenico Scarlatti el 1717. El llibret d'ambdues obres està basat en el poema èpic Orlando furioso (1532) de Ludovico Ariosto, que al seu torn va servir com a base per a altres òperes del mateix compositor: Ariodante i Alcina. Es va escriure per a la Royal Academy of Music (1719).
A Catalunya es va estrenar, en versió concertant, el 7 d'octubre de 1982 al Palau de la Música de Barcelona interpretat per la Badische Staatkapelle de Karlsruhe dirigida per Charles Farncombe.

## Representacions
Händel va compondre l'obra entre principis d'octubre i el 20 de novembre de 1732. Va ser estrenada el 27 de gener de 1733 al King's Theatre, Haymarket, de Londres. En aquesta temporada es van fer en total 10 representacions de l'òpera i no es va reposar. La primera producció moderna va ser en el Teatre Unicorn, Abingdon, el 6 de maig de 1959. L'estrena als Estats Units de l'òpera va ser presentada per la Societat Handel de Nova York (HSNY) en versió de concert el 18 de gener de 1971 en el Carnegie Hall. Stephen Simon va dirigir la representació amb Rosalind Elias en el rol titular, Camilla Williams com a Angelica, Betty Allen com a Medoro, Carole Bogard com a Dorinda, i Justino Díaz com a Zoroastro. El HSNY va fer el primer enregistrament de l'òpera el 1970 a Viena amb un elenc en la seva major part diferent per RCA Xarxa Seal Records. Peter Sellars va dirigir la primera producció escefinicada de l'obra als Estats Units en el American Repertory Theater el 19 de desembre de 1981. El contratenor Jeffrey Gall va cantar el rol titular i va dirigir Craig Smith.
La Royal Opera House de Londres va reposar la producció de l'òpera de 2003 al febrer i març de 2007 amb Bejun Mehta de nou en el rol titular. La revista de la companyia, About the House, va descriure l'escena de bogeria d'Orlando com "una de les peces més destacades de la producció de Händel." El paper d'Angelica el va cantar Rosemary Joshua i el de Dorinda, Llitera Tilling. El director de l'orquestra va ser Charles Mackerras i l'escènic Francisco Negrin. 

## Personatges
| Personatge                | Tessitura    | Elenc de l'estrena, 27 de gener de 1733 (Director: -) |
| ------------------------- | ------------ | ----------------------------------------------------- |
| Orlando, un cavaller      | alt castrato | Senesino                                              |
| Angelica, reina de Catai  | soprano      | Anna Maria Strada                                     |
| Medoro, un príncep africà | alt          | Francesca Bertolli                                    |
| Dorinda, una pastora      | soprano      | Celeste Gismondi                                      |
| Zoroastro, un mag         | baix         | Antonio Montagnana                                    |

El paper d'Orlando, originàriament escrit per Senesino, el gran alt castrato, és actualment interpretat, per regla general, per un contratenor com James Bowman o David Daniels) o una mezzosoprano com Patricia Bardon o Marijana Mijanovic). El paper de Medoro, tanmateix, es va escriure en origen per a una alto (mezzosoprano), i això es manté normalment en les representacions modernes (per exemple, Hilary Summers), encara que no sempre. Els personatges de Dorinda i Angelica són representats per sopranos, i Zoroastro per un baix.

## Argument
Orlando, un gran soldat de l'exèrcit de Carlemany, s'enamora desesperadament de la princesa pagana Angèlica, qui al seu torn està enamorada d'un altre home, Medoro. Orlando no accepta que la deixi plantada i això el fa embogir. Si no causa una autèntica carnisseria és només gràcies al mag Zoroastro (qui finalment el fa entrar en raó).

## Enregistraments
- CD: William Christie, Els Arts Florissants, amb Patricia Bardon, Rosa Mannion, Hilary Summers, Rosemary Joshua, Harry van der Kamp (1996).
- CD: Christopher Hogwood, Academy of Ancient Music (AAM), amb James Bowman, Arleen Augér, Kirkby, Robbin, Thomas (1991).
- DVD: William Christie, producció Jens-Daniel Herzog, Òpera de Zúric, amb Marijana Mijanovic, Janková, Peetz, Wolff (representacions de 2006, llançament en 2008).